# 아소 다로

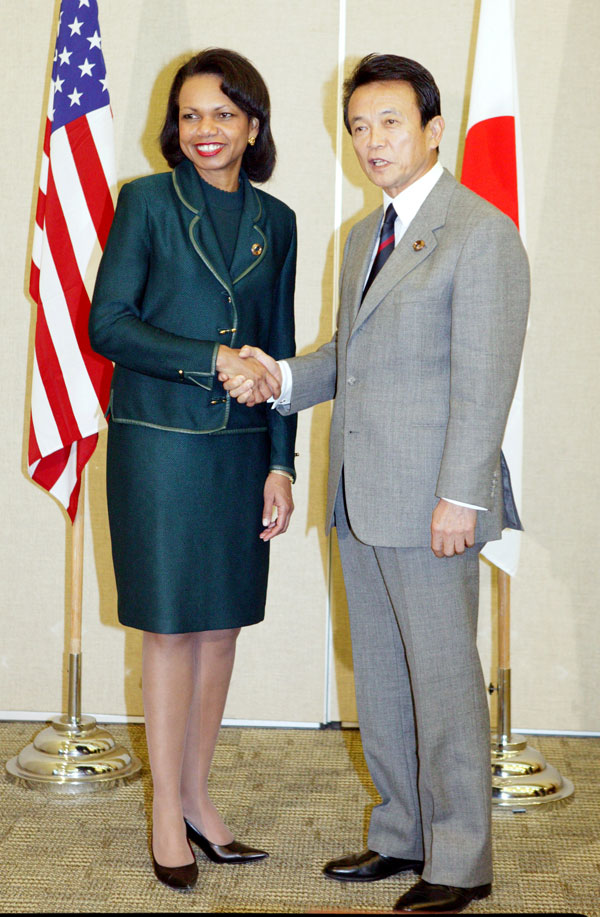
2005년 부산 APEC 정상회의에서 라이스 미국 국무장관과 악수를 나누고 있는 아소 다로

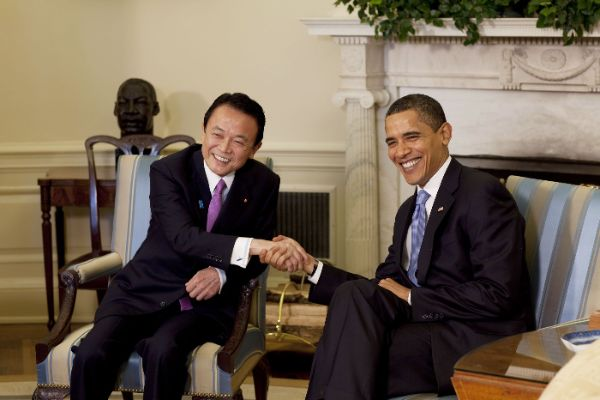
아소 다로과 오바마 미 대통령이 함께한 모습

아소 다로(일본어: 麻生 太郎, 1940년 9월 20일 ~ )는 일본의 정치인 가문이자, 정치인이다. 제92대 내각총리대신을 역임하고 2012년 출범한 아베 내각에서 재무상 겸 부총리직을 역임한 일본의 자유민주당 부총재이다.

## 인물
아소 다로의 직계는 규슈 지방의 대기업인 아소 그룹을 운영하는 가문이다. 증조부 아소 다키치는 일제강점기에 후쿠오카에서 아소 탄광을 운영하며 많은 재산을 모았다. 다로의 할머니 나쓰코의 집안은 기슈번사-후다이 다이묘-화족가문(이치노미야 가노 자작가)이다. 요시다 시게루 전 총리의 외손이고, 스즈키 젠코 전 총리가 그의 장인이다. 그는 일본 보수의 유력자이며 여러 강경 발언으로 문제가 되었지만 대한민국 정계에 영향력을 가지고 있고 한일 우호 분위기를 조성하는데 앞장 서는 등 지한파적인 성격도 가지고 있다. 
종교는 천주교이며 독서광으로 알려져 있으며, 만화와 역사책을 즐기는 것으로 알려져 있다. 클레이 사격 일본 대표로 1976년 몬트리올 올림픽에 출전한 경력도 있다.

## 경력
가쿠슈인 대학을 졸업했으며, 이후 스탠퍼드 대학교와 런던 정치경제대학교 대학원에서 유학을 했다. 졸업 이후 아소 시멘트 사장을 역임했다. 1979년 정계에 입문 중의원에 첫 당선된 뒤 13선(처음에 후쿠오카 2구에서 5선 이후 후쿠오카현 제8구에서 8선)을 기록하고, 고이즈미 전 정권에서 자민당 정조회장, 총무상 등을 지냈다.
자유민주당 총재 선거에도 여러차례 출마를 했지만, 2001년 고이즈미 준이치로, 2006년 아베 신조 전 총리, 2007년 후쿠다 야스오 총리와 경쟁하여 낙선하기도 하였다.
일본 자유민주당 소속으로 제1차 고이즈미 내각 제2차 개조내각 및 제3차 고이즈미 개조내각의 외무대신을 지냈으며, ‘사지(士志)의 모임’의 일원이기도 하다. 한일해저터널연구회 규슈 지부 고문으로 꿈 실현 21세기 회의 의장으로 있고, 한일의원연맹에서 한국과 교류하기도 하였다. 그후 2008년 9월 후쿠다 야스오 총리의 갑작스러운 사임발표로 후임 자유민주당 총재를 선출하기 위한 선거가 치러졌다 자민당 총재선거가 사실상 일본의 차기 총리를 결정하는 선거이기 때문에 아소 다로는 4번째로 자민당 총재이자 일본 차기 총리자리에 도전하게 된다 결국 다른 후보들을 누르고 후쿠다 야스오 전 총리에 이어 자민당 총재에 당선되었다. 2008년 9월 22일에는 새로운 총재로 취임했으며, 24일 아소 내각이 발족되었다. 같은 날 국회에서 새로운 총리로 지명되었다. 이로써 후쿠다 정권은 1년 만에 막을 내리고 새로운 아소 정권이 등장하게 되었다. 이로써 아소 다로는 제92대 일본 총리
로 취임해서 아소 내각이 출범하였으나 각종 논란 속에 1년 만에 사임하였다. 그러나 아베 신조 전 총리와 친분이 두터웠던 덕에 2012년 출범한 제2차 아베 내각에서 재무성 대신 및 부총리직에 있었고 스가 요시히데 총리 집권후에도 유임되었다. 2021년 10월에 출범한 기시다 내각에서는 등용되지 못했지만 기시다 후미오 신임 총리에 의해 자유민주당 부총재로 임명되었다.

## 발언
그의 여러 발언은 한국이나 중국에서도 논란이 되어 주목받기도 했다.
- 2003년 5월 31일, 도쿄 대학 강연에서 일본의 대표적인 조선 황민화 정책 중 하나인 '창씨개명'에 대해 “조선인들이 (일본)성씨를 달라고 한 것이 시작이었다.”, “한글은 일본인이 조선인에게 가르친 것이며 의무교육 제도도 일본이 시작했다. 옳은 것은 역사적 사실로 인정하는 것이 좋다.” 등의 발언을 했다.[7]
- 2004년 1월 한국정부의 독도 우표 발행에 대해, "독도 우표발행에 대한 대항으로 일본우정공사가 기념우표를 발행할 것인지는 매우 정치적인 문제이기는 하지만, 감히 제안하고 싶다."고 언급해 반발을 샀다.[8]
- 2005년 5월 영국 옥스포드 대학강연에서 "전쟁 후 일본은 경제 재건이 최우선 목표였는데 운 좋게도 한국에서 전쟁이 일어나 일본 경제 재건을 급속도로 진전시켰다."라는 발언을 해 한국인들의 반발을 샀다.[9]
- 2005년 11월 26일, 가나자와 강연회에서는 "야스쿠니 신사 참배에 대해 지적하는 나라는 세계에서 한국과 중국뿐이다."라며 오히려 두 나라를 비난하였다.[7]
- 2006년 1월 28일에는 일본 천황이 야스쿠니 신사를 참배해야 한다는 발언도 했다.[10] 그리고 수해지역에서 실언을 함으로써 파문을 겪기도 하였다.[11]
- 2008년 9월 30일, 총리실 기자간담회에서 제2차 세계대전을 "대동아 전쟁"으로 언급해 논란을 샀다.[12]
- 2009년 7월 25일 요코하마에서 젊은 기업인들을 대상으로 한 연설에서 "노인들은 당신들과는 달리 일에만 재능이 있다고 생각해달라. 나이 80세가 넘어 놀기를 배우기엔 너무 늦다. 노인들이 일하는 재능을 더욱 활용해 근로자가 된다면 납세자가 될 수 있을 것"이라는 발언을 해 물의를 일으켰다.[13]
- 2021년 4월 13일에는 정부가 후쿠시마 원전 오염수 방류를 결정하며 주변국 등에 비판이 일었음에도 "정화를 마친 물은 마셔도 별 일 없다"며 오염수 방류를 옹호하는 발언을 해 파문이 일었다.[14]

## 트리비아

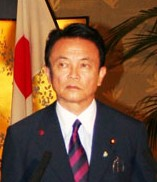
2006년 라이스 미국 국무장관과의 회담이 끝난 후 기자회견장에서의 아소 다로

### 만화 매니아
그는 어릴적부터 만화를 좋아하였으며 스탠퍼드 대학교에서 잠시 공부할 때도 가족들을 시켜 배달된 만화 잡지를 보기도 했다.
그는 2003년에 매주 10권 내지 20권의 만화 잡지를 읽는다고 밝혔다. 이 인터뷰에서 그는 읽었던 만화 몇 작품에 대한 느낌을 즉석에서 말하기도 하였다. 2007년에 일본 외무상으로 재직하면서 국제만화상(일본어: 国際漫画賞)을 하나 만들었는데, 이는 일본인이 아닌 다른 국적의 만화가에게 수여하는 상이었다.

## 가계도
| 오쿠보 도시미치 1830년-1878년 일본 초대 내무경                                       | 오쿠보 도시미치 1830년-1878년 일본 초대 내무경                                       | 오쿠보 도시미치 1830년-1878년 일본 초대 내무경                                       | 오쿠보 도시미치 1830년-1878년 일본 초대 내무경                                       | 오쿠보 도시미치 1830년-1878년 일본 초대 내무경                                       | 오쿠보 도시미치 1830년-1878년 일본 초대 내무경                                       |        |        | 미시마 미치쓰네 1835년-1885년 사쓰마번 무사·일본 내무성 관료                       | 미시마 미치쓰네 1835년-1885년 사쓰마번 무사·일본 내무성 관료                       | 미시마 미치쓰네 1835년-1885년 사쓰마번 무사·일본 내무성 관료                       | 미시마 미치쓰네 1835년-1885년 사쓰마번 무사·일본 내무성 관료                       | 미시마 미치쓰네 1835년-1885년 사쓰마번 무사·일본 내무성 관료                       | 미시마 미치쓰네 1835년-1885년 사쓰마번 무사·일본 내무성 관료                       |                                                                                 |                                                                                 |                                                                                 |                                                                                 |                                            |                                            | | | | | | |        |        |                                                    |                                                    |                                                    |                                                    |                                                    |                                                    |                                                 |                                                 |                                                 |                                                 |
| 오쿠보 도시미치 1830년-1878년 일본 초대 내무경                                       | 오쿠보 도시미치 1830년-1878년 일본 초대 내무경                                       | 오쿠보 도시미치 1830년-1878년 일본 초대 내무경                                       | 오쿠보 도시미치 1830년-1878년 일본 초대 내무경                                       | 오쿠보 도시미치 1830년-1878년 일본 초대 내무경                                       | 오쿠보 도시미치 1830년-1878년 일본 초대 내무경                                       |        |        | 미시마 미치쓰네 1835년-1885년 사쓰마번 무사·일본 내무성 관료                       | 미시마 미치쓰네 1835년-1885년 사쓰마번 무사·일본 내무성 관료                       | 미시마 미치쓰네 1835년-1885년 사쓰마번 무사·일본 내무성 관료                       | 미시마 미치쓰네 1835년-1885년 사쓰마번 무사·일본 내무성 관료                       | 미시마 미치쓰네 1835년-1885년 사쓰마번 무사·일본 내무성 관료                       | 미시마 미치쓰네 1835년-1885년 사쓰마번 무사·일본 내무성 관료                       |                                                                                 |                                                                                 |                                                                                 |                                                                                 |                                            |                                            | | | | | | |        |        |                                                    |                                                    |                                                    |                                                    |                                                    |                                                    |                                                 |                                                 |                                                 |                                                 |
| 마키노 노부아키 1861년-1949년 일본 외무대신·농상무대신·문부대신 역임                 | 마키노 노부아키 1861년-1949년 일본 외무대신·농상무대신·문부대신 역임                 | 마키노 노부아키 1861년-1949년 일본 외무대신·농상무대신·문부대신 역임                 | 마키노 노부아키 1861년-1949년 일본 외무대신·농상무대신·문부대신 역임                 | 마키노 노부아키 1861년-1949년 일본 외무대신·농상무대신·문부대신 역임                 | 마키노 노부아키 1861년-1949년 일본 외무대신·농상무대신·문부대신 역임                 |        |        | 미네코                                                                             | 미네코                                                                             | 미네코                                                                             | 미네코                                                                             | 미네코                                                                             | 미네코                                                                             |                                                                                 |                                                                                 |                                                                                 |                                                                                 |                                            |                                            | 아소 다키치 1857년-1933년 아소 상점 사장, 석탄 광업 협회 회장, 규슈 수력 전기 사장, 중의원 의원, 귀족원 고액 납세자 의원 | 아소 다키치 1857년-1933년 아소 상점 사장, 석탄 광업 협회 회장, 규슈 수력 전기 사장, 중의원 의원, 귀족원 고액 납세자 의원 | 아소 다키치 1857년-1933년 아소 상점 사장, 석탄 광업 협회 회장, 규슈 수력 전기 사장, 중의원 의원, 귀족원 고액 납세자 의원 | 아소 다키치 1857년-1933년 아소 상점 사장, 석탄 광업 협회 회장, 규슈 수력 전기 사장, 중의원 의원, 귀족원 고액 납세자 의원 | 아소 다키치 1857년-1933년 아소 상점 사장, 석탄 광업 협회 회장, 규슈 수력 전기 사장, 중의원 의원, 귀족원 고액 납세자 의원 | 아소 다키치 1857년-1933년 아소 상점 사장, 석탄 광업 협회 회장, 규슈 수력 전기 사장, 중의원 의원, 귀족원 고액 납세자 의원 |        |        |                                                    |                                                    |                                                    |                                                    |                                                    |                                                    |                                                 |                                                 |                                                 |                                                 |
| 마키노 노부아키 1861년-1949년 일본 외무대신·농상무대신·문부대신 역임                 | 마키노 노부아키 1861년-1949년 일본 외무대신·농상무대신·문부대신 역임                 | 마키노 노부아키 1861년-1949년 일본 외무대신·농상무대신·문부대신 역임                 | 마키노 노부아키 1861년-1949년 일본 외무대신·농상무대신·문부대신 역임                 | 마키노 노부아키 1861년-1949년 일본 외무대신·농상무대신·문부대신 역임                 | 마키노 노부아키 1861년-1949년 일본 외무대신·농상무대신·문부대신 역임                 |        |        | 미네코                                                                             | 미네코                                                                             | 미네코                                                                             | 미네코                                                                             | 미네코                                                                             | 미네코                                                                             |                                                                                 |                                                                                 |                                                                                 |                                                                                 |                                            |                                            | 아소 다키치 1857년-1933년 아소 상점 사장, 석탄 광업 협회 회장, 규슈 수력 전기 사장, 중의원 의원, 귀족원 고액 납세자 의원 | 아소 다키치 1857년-1933년 아소 상점 사장, 석탄 광업 협회 회장, 규슈 수력 전기 사장, 중의원 의원, 귀족원 고액 납세자 의원 | 아소 다키치 1857년-1933년 아소 상점 사장, 석탄 광업 협회 회장, 규슈 수력 전기 사장, 중의원 의원, 귀족원 고액 납세자 의원 | 아소 다키치 1857년-1933년 아소 상점 사장, 석탄 광업 협회 회장, 규슈 수력 전기 사장, 중의원 의원, 귀족원 고액 납세자 의원 | 아소 다키치 1857년-1933년 아소 상점 사장, 석탄 광업 협회 회장, 규슈 수력 전기 사장, 중의원 의원, 귀족원 고액 납세자 의원 | 아소 다키치 1857년-1933년 아소 상점 사장, 석탄 광업 협회 회장, 규슈 수력 전기 사장, 중의원 의원, 귀족원 고액 납세자 의원 |        |        |                                                    |                                                    |                                                    |                                                    |                                                    |                                                    |                                                 |                                                 |                                                 |                                                 |
|                                                                                      |                                                                                      |                                                                                      |                                                                                      |                                                                                      |                                                                                      |        |        |                                                                                    |                                                                                    |                                                                                    |                                                                                    |                                                                                    |                                                                                    |                                                                                 |                                                                                 |                                                                                 |                                                                                 |                                            |                                            | | | | | | |        |        |                                                    |                                                    |                                                    |                                                    |                                                    |                                                    |                                                 |                                                 |                                                 |                                                 |
|                                                                                      |                                                                                      |                                                                                      |                                                                                      | 유키코                                                                               | 유키코                                                                               | 유키코 | 유키코 | 유키코                                                                             | 유키코                                                                             |                                                                                    |                                                                                    | 요시다 시게루 1878년-1969년 일본 외무대신, 제45·48·49·50·51대 일본 내각총리대신    | 요시다 시게루 1878년-1969년 일본 외무대신, 제45·48·49·50·51대 일본 내각총리대신    | 요시다 시게루 1878년-1969년 일본 외무대신, 제45·48·49·50·51대 일본 내각총리대신 | 요시다 시게루 1878년-1969년 일본 외무대신, 제45·48·49·50·51대 일본 내각총리대신 | 요시다 시게루 1878년-1969년 일본 외무대신, 제45·48·49·50·51대 일본 내각총리대신 | 요시다 시게루 1878년-1969년 일본 외무대신, 제45·48·49·50·51대 일본 내각총리대신 |                                            |                                            | 아소 다로 | 아소 다로 | 아소 다로 | 아소 다로 | 아소 다로 | 아소 다로 |        |        |                                                    |                                                    |                                                    |                                                    |                                                    |                                                    |                                                 |                                                 |                                                 |                                                 |
|                                                                                      |                                                                                      |                                                                                      |                                                                                      | 유키코                                                                               | 유키코                                                                               | 유키코 | 유키코 | 유키코                                                                             | 유키코                                                                             |                                                                                    |                                                                                    | 요시다 시게루 1878년-1969년 일본 외무대신, 제45·48·49·50·51대 일본 내각총리대신    | 요시다 시게루 1878년-1969년 일본 외무대신, 제45·48·49·50·51대 일본 내각총리대신    | 요시다 시게루 1878년-1969년 일본 외무대신, 제45·48·49·50·51대 일본 내각총리대신 | 요시다 시게루 1878년-1969년 일본 외무대신, 제45·48·49·50·51대 일본 내각총리대신 | 요시다 시게루 1878년-1969년 일본 외무대신, 제45·48·49·50·51대 일본 내각총리대신 | 요시다 시게루 1878년-1969년 일본 외무대신, 제45·48·49·50·51대 일본 내각총리대신 |                                            |                                            | 아소 다로 | 아소 다로 | 아소 다로 | 아소 다로 | 아소 다로 | 아소 다로 |        |        |                                                    |                                                    |                                                    |                                                    |                                                    |                                                    |                                                 |                                                 |                                                 |                                                 |
|                                                                                      |                                                                                      |                                                                                      |                                                                                      |                                                                                      |                                                                                      |        |        |                                                                                    |                                                                                    |                                                                                    |                                                                                    |                                                                                    |                                                                                    |                                                                                 |                                                                                 |                                                                                 |                                                                                 |                                            |                                            | | | | | | |        |        |                                                    |                                                    |                                                    |                                                    |                                                    |                                                    |                                                 |                                                 |                                                 |                                                 |
|                                                                                      |                                                                                      |                                                                                      |                                                                                      |                                                                                      |                                                                                      |        |        |                                                                                    |                                                                                    |                                                                                    |                                                                                    |                                                                                    |                                                                                    |                                                                                 |                                                                                 |                                                                                 |                                                                                 |                                            |                                            | | | | | | |        |        |                                                    |                                                    |                                                    |                                                    |                                                    |                                                    |                                                 |                                                 |                                                 |                                                 |
| 요시다 겐이치 1912년-1977년 영문학 번역가, 비평가, 소설가                            | 요시다 겐이치 1912년-1977년 영문학 번역가, 비평가, 소설가                            | 요시다 겐이치 1912년-1977년 영문학 번역가, 비평가, 소설가                            | 요시다 겐이치 1912년-1977년 영문학 번역가, 비평가, 소설가                            | 요시다 겐이치 1912년-1977년 영문학 번역가, 비평가, 소설가                            | 요시다 겐이치 1912년-1977년 영문학 번역가, 비평가, 소설가                            |        |        | 가즈코                                                                             | 가즈코                                                                             | 가즈코                                                                             | 가즈코                                                                             | 가즈코                                                                             | 가즈코                                                                             |                                                                                 |                                                                                 |                                                                                 |                                                                                 |                                            |                                            | 아소 다카키치 1911년-1980년 사업가, 정치인, 아소 시멘트 회장                                                             | 아소 다카키치 1911년-1980년 사업가, 정치인, 아소 시멘트 회장                                                             | 아소 다카키치 1911년-1980년 사업가, 정치인, 아소 시멘트 회장                                                             | 아소 다카키치 1911년-1980년 사업가, 정치인, 아소 시멘트 회장                                                             | 아소 다카키치 1911년-1980년 사업가, 정치인, 아소 시멘트 회장                                                             | 아소 다카키치 1911년-1980년 사업가, 정치인, 아소 시멘트 회장                                                             |        |        | 스즈키 젠코 1911년-2004년 제70대 일본 내각총리대신 | 스즈키 젠코 1911년-2004년 제70대 일본 내각총리대신 | 스즈키 젠코 1911년-2004년 제70대 일본 내각총리대신 | 스즈키 젠코 1911년-2004년 제70대 일본 내각총리대신 | 스즈키 젠코 1911년-2004년 제70대 일본 내각총리대신 | 스즈키 젠코 1911년-2004년 제70대 일본 내각총리대신 |                                                 |                                                 |                                                 |                                                 |
| 요시다 겐이치 1912년-1977년 영문학 번역가, 비평가, 소설가                            | 요시다 겐이치 1912년-1977년 영문학 번역가, 비평가, 소설가                            | 요시다 겐이치 1912년-1977년 영문학 번역가, 비평가, 소설가                            | 요시다 겐이치 1912년-1977년 영문학 번역가, 비평가, 소설가                            | 요시다 겐이치 1912년-1977년 영문학 번역가, 비평가, 소설가                            | 요시다 겐이치 1912년-1977년 영문학 번역가, 비평가, 소설가                            |        |        | 가즈코                                                                             | 가즈코                                                                             | 가즈코                                                                             | 가즈코                                                                             | 가즈코                                                                             | 가즈코                                                                             |                                                                                 |                                                                                 |                                                                                 |                                                                                 |                                            |                                            | 아소 다카키치 1911년-1980년 사업가, 정치인, 아소 시멘트 회장                                                             | 아소 다카키치 1911년-1980년 사업가, 정치인, 아소 시멘트 회장                                                             | 아소 다카키치 1911년-1980년 사업가, 정치인, 아소 시멘트 회장                                                             | 아소 다카키치 1911년-1980년 사업가, 정치인, 아소 시멘트 회장                                                             | 아소 다카키치 1911년-1980년 사업가, 정치인, 아소 시멘트 회장                                                             | 아소 다카키치 1911년-1980년 사업가, 정치인, 아소 시멘트 회장                                                             |        |        | 스즈키 젠코 1911년-2004년 제70대 일본 내각총리대신 | 스즈키 젠코 1911년-2004년 제70대 일본 내각총리대신 | 스즈키 젠코 1911년-2004년 제70대 일본 내각총리대신 | 스즈키 젠코 1911년-2004년 제70대 일본 내각총리대신 | 스즈키 젠코 1911년-2004년 제70대 일본 내각총리대신 | 스즈키 젠코 1911년-2004년 제70대 일본 내각총리대신 |                                                 |                                                 |                                                 |                                                 |
|                                                                                      |                                                                                      |                                                                                      |                                                                                      |                                                                                      |                                                                                      |        |        |                                                                                    |                                                                                    |                                                                                    |                                                                                    |                                                                                    |                                                                                    |                                                                                 |                                                                                 |                                                                                 |                                                                                 |                                            |                                            | | | | | | |        |        |                                                    |                                                    |                                                    |                                                    |                                                    |                                                    |                                                 |                                                 |                                                 |                                                 |
|                                                                                      |                                                                                      |                                                                                      |                                                                                      |                                                                                      |                                                                                      |        |        |                                                                                    |                                                                                    |                                                                                    |                                                                                    |                                                                                    |                                                                                    |                                                                                 |                                                                                 |                                                                                 |                                                                                 |                                            |                                            | | | | | | |        |        |                                                    |                                                    |                                                    |                                                    |                                                    |                                                    |                                                 |                                                 |                                                 |                                                 |
| 미카사노미야 도모히토 친왕 1946년-2012년 미카사노미야 다카히토 친왕의 아들           | 미카사노미야 도모히토 친왕 1946년-2012년 미카사노미야 다카히토 친왕의 아들           | 미카사노미야 도모히토 친왕 1946년-2012년 미카사노미야 다카히토 친왕의 아들           | 미카사노미야 도모히토 친왕 1946년-2012년 미카사노미야 다카히토 친왕의 아들           | 미카사노미야 도모히토 친왕 1946년-2012년 미카사노미야 다카히토 친왕의 아들           | 미카사노미야 도모히토 친왕 1946년-2012년 미카사노미야 다카히토 친왕의 아들           |        |        | 미카사노미야 노부코 친왕비 1955년- 아소 다카키치의 셋째 딸이자, 아소 다로의 여동생 | 미카사노미야 노부코 친왕비 1955년- 아소 다카키치의 셋째 딸이자, 아소 다로의 여동생 | 미카사노미야 노부코 친왕비 1955년- 아소 다카키치의 셋째 딸이자, 아소 다로의 여동생 | 미카사노미야 노부코 친왕비 1955년- 아소 다카키치의 셋째 딸이자, 아소 다로의 여동생 | 미카사노미야 노부코 친왕비 1955년- 아소 다카키치의 셋째 딸이자, 아소 다로의 여동생 | 미카사노미야 노부코 친왕비 1955년- 아소 다카키치의 셋째 딸이자, 아소 다로의 여동생 |                                                                                 |                                                                                 | 아소 다로 1940년- 제92대 일본 내각총리대신                                      | 아소 다로 1940년- 제92대 일본 내각총리대신                                      | 아소 다로 1940년- 제92대 일본 내각총리대신 | 아소 다로 1940년- 제92대 일본 내각총리대신 | 아소 다로 1940년- 제92대 일본 내각총리대신                                                                               | 아소 다로 1940년- 제92대 일본 내각총리대신                                                                               | | | 지카코 | 지카코 | 지카코 | 지카코 | 지카코                                             | 지카코                                             |                                                    |                                                    | 스즈키 슌이치 1953년- 전 자유민주당 중의원 의원    | 스즈키 슌이치 1953년- 전 자유민주당 중의원 의원    | 스즈키 슌이치 1953년- 전 자유민주당 중의원 의원 | 스즈키 슌이치 1953년- 전 자유민주당 중의원 의원 | 스즈키 슌이치 1953년- 전 자유민주당 중의원 의원 | 스즈키 슌이치 1953년- 전 자유민주당 중의원 의원 |
| 미카사노미야 도모히토 친왕 1946년-2012년 미카사노미야 다카히토 친왕의 아들           | 미카사노미야 도모히토 친왕 1946년-2012년 미카사노미야 다카히토 친왕의 아들           | 미카사노미야 도모히토 친왕 1946년-2012년 미카사노미야 다카히토 친왕의 아들           | 미카사노미야 도모히토 친왕 1946년-2012년 미카사노미야 다카히토 친왕의 아들           | 미카사노미야 도모히토 친왕 1946년-2012년 미카사노미야 다카히토 친왕의 아들           | 미카사노미야 도모히토 친왕 1946년-2012년 미카사노미야 다카히토 친왕의 아들           |        |        | 미카사노미야 노부코 친왕비 1955년- 아소 다카키치의 셋째 딸이자, 아소 다로의 여동생 | 미카사노미야 노부코 친왕비 1955년- 아소 다카키치의 셋째 딸이자, 아소 다로의 여동생 | 미카사노미야 노부코 친왕비 1955년- 아소 다카키치의 셋째 딸이자, 아소 다로의 여동생 | 미카사노미야 노부코 친왕비 1955년- 아소 다카키치의 셋째 딸이자, 아소 다로의 여동생 | 미카사노미야 노부코 친왕비 1955년- 아소 다카키치의 셋째 딸이자, 아소 다로의 여동생 | 미카사노미야 노부코 친왕비 1955년- 아소 다카키치의 셋째 딸이자, 아소 다로의 여동생 |                                                                                 |                                                                                 | 아소 다로 1940년- 제92대 일본 내각총리대신                                      | 아소 다로 1940년- 제92대 일본 내각총리대신                                      | 아소 다로 1940년- 제92대 일본 내각총리대신 | 아소 다로 1940년- 제92대 일본 내각총리대신 | 아소 다로 1940년- 제92대 일본 내각총리대신                                                                               | 아소 다로 1940년- 제92대 일본 내각총리대신                                                                               | | | 지카코 | 지카코 | 지카코 | 지카코 | 지카코                                             | 지카코                                             |                                                    |                                                    | 스즈키 슌이치 1953년- 전 자유민주당 중의원 의원    | 스즈키 슌이치 1953년- 전 자유민주당 중의원 의원    | 스즈키 슌이치 1953년- 전 자유민주당 중의원 의원 | 스즈키 슌이치 1953년- 전 자유민주당 중의원 의원 | 스즈키 슌이치 1953년- 전 자유민주당 중의원 의원 | 스즈키 슌이치 1953년- 전 자유민주당 중의원 의원 |
|                                                                                      |                                                                                      |                                                                                      |                                                                                      |                                                                                      |                                                                                      |        |        |                                                                                    |                                                                                    |                                                                                    |                                                                                    |                                                                                    |                                                                                    |                                                                                 |                                                                                 |                                                                                 |                                                                                 |                                            |                                            | | | | | | |        |        |                                                    |                                                    |                                                    |                                                    |                                                    |                                                    |                                                 |                                                 |                                                 |                                                 |
|                                                                                      |                                                                                      |                                                                                      |                                                                                      |                                                                                      |                                                                                      |        |        |                                                                                    |                                                                                    |                                                                                    |                                                                                    |                                                                                    |                                                                                    |                                                                                 |                                                                                 |                                                                                 |                                                                                 |                                            |                                            | | | | | | |        |        |                                                    |                                                    |                                                    |                                                    |                                                    |                                                    |                                                 |                                                 |                                                 |                                                 |
| 미카사노미야 아키코 여왕 1981년- 옥스퍼드 대학에서 미술 관련 논문으로 박사 학위 취득 | 미카사노미야 아키코 여왕 1981년- 옥스퍼드 대학에서 미술 관련 논문으로 박사 학위 취득 | 미카사노미야 아키코 여왕 1981년- 옥스퍼드 대학에서 미술 관련 논문으로 박사 학위 취득 | 미카사노미야 아키코 여왕 1981년- 옥스퍼드 대학에서 미술 관련 논문으로 박사 학위 취득 | 미카사노미야 아키코 여왕 1981년- 옥스퍼드 대학에서 미술 관련 논문으로 박사 학위 취득 | 미카사노미야 아키코 여왕 1981년- 옥스퍼드 대학에서 미술 관련 논문으로 박사 학위 취득 |        |        | 미카사노미야 요코 여왕 1983년-                                                     | 미카사노미야 요코 여왕 1983년-                                                     | 미카사노미야 요코 여왕 1983년-                                                     | 미카사노미야 요코 여왕 1983년-                                                     | 미카사노미야 요코 여왕 1983년-                                                     | 미카사노미야 요코 여왕 1983년-                                                     |                                                                                 |                                                                                 |                                                                                 |                                                                                 |                                            |                                            | | | | | | |        |        |                                                    |                                                    |                                                    |                                                    |                                                    |                                                    |                                                 |                                                 |                                                 |                                                 |

## 같이 보기
- 아소탄광(일본어판)
- 주식회사 아소(일본어판)
- 아베 신조
- 이시하라 신타로
- 고이즈미 준이치로
- 한일의원연맹

## 역대 선거 결과
|  | 12.9% |

|  | 15.5% |

|  | 13.8% |

|  | 23.7% |

|  | 17.8% |

|  | 19.3% |

|  | 50.49% |

|  | 49.91% |

|  | 57.72% |

|  | 56.89% |

|  | 62.21% |

|  | 68.36% |

|  | 71.32% |

|  | 72.23% |

|  | 59.63% |